# Psychiatrieerfahrener
Als Psychiatrieerfahrene oder Psychiatrie-Erfahrene, auch Psychiatrie-Betroffene, bezeichnen sich Menschen, die von psychischen Störungen betroffen waren oder sind und ihre diesbezüglichen Erfahrungen in die gesellschaftlichen Diskussionen einbringen, insbesondere im Rahmen der gesundheitlichen Selbsthilfe-Bewegung.

## Themen
Inklusion, Partizipation und Empowerment sind Kernthemen der heutigen Psychiatriepolitik. Die Beteiligung von Psychiatrieerfahrenen mit ihrer erfahrungsgestützten Expertise gilt inzwischen als fester Bestandteil der Gesundheitsförderung.

## Geschichte
Ein frühes dokumentiertes Selbstzeugnis über die Erfahrung schweren psychischen Leids samt (ärztlicher) Behandlung ist der 1679 von dem Briten James Carcasse (ca. 1636–1690) publizierte Gedichtband Lucida Intervalla. Der in Oxford ausgebildete frühere Schulleiter und Angestellte der britischen Marine wurde 1678 monatelang zwangsweise in dem auf sogenannte Irre spezialisierten Londoner Bethlem Royal Hospital behandelt. Nach der Entlassung beschrieb er kritisch die medizinischen Verordnungen, seine Fesselung mit Ketten in der Zelle, Besucher und seinen behandelnden Arzt. Entschieden forderte Carcasse ›zivile‹ Behandlungen. 1774 wurde in Großbritannien erstmals ein Gesetz zur Regulierung von privaten sogenannten Irrenhäusern verabschiedet.
1840 gründete Thomas Mulock in England mit der ›Society for the Protection of Alleged Lunatics‹ die erste Selbstorganisation ehemaliger Anstaltspatienten. Ab 1860 breitete sich die Psychiatiekritik von unten in ganz Europa aus. Im Deutschen Kaiserreich entwickelte sich bis 1900 eine starke psychiatriekritische Bewegung. Zwischen 1850 und 1920 prangerten über 200 Bücher, Pamphlete und Broschüren von ehemaligen Patienten angeblich widerrechtliche Einweisungen, Entmündigungen und Behandlungsdefizite an. Schließlich veröffentlichte das Reichsinnenministerium im Jahr 1923 Grundzüge zu einem Schutzgesetz für sogenannte Geisteskranke (»Irrenschutzgesetz«), das die Patientenrechte der Betroffenen schützen sollte. Der Entwurf scheiterte 1924 an Protesten aus Verwaltung und Fachöffentlichkeit.
Nach dem Massenmord an Behinderten und Psychiatriepatienten durch die Nationalsozialisten entstanden erste Patientenselbstorganisationen in Westdeutschland erst wieder Ende der 1960er Jahre. Die bundesdeutsche Psychiatriereform förderte ab 1975 den Selbsthilfegedanken, vielerorts wurden Patientenclubs gegründet. Doch Selbstorganisationen blieben selten. 1992 gründete sich der Bundesverband Psychiatrie-Erfahrener e. V.